# Seznam konspiračních teorií
V následujícím seznamu jsou uvedeny některé významnější konspirační teorie.

## Světovláda
- Klasickou konspirační teorií je pamflet Protokoly sionských mudrců.
- Tvrzení, že za vznik a existenci bolševismu nesou odpovědnost pouze Židé. Viz Židobolševismus.
- Tvrzení, že centrální banky a nadnárodní organizace pracují na vytvoření světové totalitní vlády. Viz Nový světový řád.
- Tvrzení, že (jakákoliv) finanční krize byla vyvolána záměrně (např. Velká recese v roce 2008, Velká hospodářská krize v roce 1929 atd.).
- Tvrzení, že na vytvoření světovlády spolupracují Ilumináti a Svobodní zednáři.
- Tvrzení, že energetické společnosti tají možnost využití volné energie při výrobě elektřiny.

## Medicína a zdraví
- Tvrzení, že virus HIV způsobující nemoc AIDS byl vytvořen záměrně v laboratořích.[1]
- Tvrzení, že účelem fluorování pitné vody je poškodit zdraví obyvatelstva.[2][3][4]
- Tvrzení, že z tryskových letadel jsou cíleně vypouštěny chemikálie, které jsou nebezpečné lidskému zdraví. Viz Chemtrail.
- Tvrzení, že očkování způsobuje autismus.[5]
- Tvrzení, že virus SARS byl uměle vytvořen v čínských laboratořích.[6]
- Tvrzení, že epidemie africké Horečky dengue byla úmyslně odpálena biologickou zbraní.
- Tvrzení, že vakcíny proti Prasečí chřipce byly vyvíjeny za účelem poškození zdraví očkovaného obyvatelstva.
- Tvrzení, že sítě 5G šíří onemocnění covid-19.[7]
- Tvrzení, že mikrovlnná trouba zabíjí potraviny, ničí živiny a škodí tak zdraví.[8]
- Tvrzení, že cukr je jed (tajený vládami).[9][10][11][12]

## Neobjasněná úmrtí
- Tvrzení, že Stanley Kubrick, který zemřel 6 dní po dokončení filmu Spalující touha, za tento film zaplatil životem.[13]

## Vraždy
- Tvrzení, že John Fitzgerald Kennedy byl zabit politickými nepřáteli.[14]
- Tvrzení, že smrt princezny Diany nebyla nehoda, ale vražda.[15]
- Tvrzení, že bývalý polský prezident Lech Kaczyński byl zavražděn.
- Tvrzení, že Jurij Gagarin zemřel ve vesmíru při pokusu o let na měsíc.
- Tvrzení, že Usáma bin Ládin nebyl zabit, či byl zabit již dříve.[16] Některé dokonce tvrdí, že bin Ládin nikdy neexistoval a byl vymyšlenou postavou americké vlády.[17]

## Vesmír
- Tvrzení, že přistání amerických astronautů na Měsíci v rámci programu Apollo byl podvod.[18][19]
- Tvrzení, že světové veřejnosti je tajena existence mimozemšťanů.[20][21]
- Tvrzení, že prvním kosmonautem ve vesmíru nebyl Jurij Gagarin, ale Vladimir Iljušin.[22]
- Tvrzení, že země je plochá (placatá).[23]

## USA
- Konspirační teorie o Oblasti 51 označují tuto americkou vojenskou základnu za místo, ve kterém se nachází mimozemským život a neidentifikované létající předměty (UFO).[24]
- Konspirační teorie o útocích z 11. září, že útoky zosnovala americká vláda.[25][26]
- Konspirační teorie o útocích z 11. září, že mrakodrapy WTC byly zničeny výbušninami umístěnými v konstrukci a základech.[27]
- Tvrzení, že americký vládní úřad FEMA se připravuje na masívní likvidaci tamní střední třídy a disidentů budováním sběrných táborů.[28][29][30]
- Tvrzení, že zemětřesení v Japonsku roku 2011 bylo Spojenými státy uměle vyvoláno s pomocí systému HAARP.[31]

## Československo
- Tvrzení, že Milan Rastislav Štefánik byl zavražděn.
- Tvrzení, že sametová revoluce byla předem domluvena a řízena KGB a StB.
- Tvrzení, že Alexander Dubček byl zavražděn.

## Bývalá Jugoslávie
- Tvrzení o existenci Zelené transverzály, představující plán sjednocení oblastí s muslimským obyvatelstvem do jednoho samostatného celku.
- Tvrzení, že Josip Broz Tito byl během své funkce zavražděn a nahrazen (ruským) dvojníkem.
- Tvrzení, že Camp Bondsteel slouží k distribuci drog nebo jiných látek.
- Tvrzení, že Rozpad Jugoslávie byl plánován zahraničními agenty; že SFRJ byla ekonomická i politická mocnost, kterou bylo nezbytné rozvrátit.

## Dvojníci
- Teorie o tom, že Adolf Hitler měl několik dvojníků.
- Konspirační teorie o smrti a nahrazení Paula McCartneyho (tzv. Paul is Dead).[23]
- Konspirační teorie o smrti a nahrazení Avril Lavige
- Konspirační teorie o smrti a nahrazení Melanie Trump